# Som man bäddar...
För den svenska filmen från 2005, se Som man bäddar
Som man bäddar... är en svensk svartvit film från 1957 i regi av Börje Larsson. I rollerna ses bland andra Sven Lindberg, Yvonne Lombard och Birger Malmsten.

## Om filmen
Inspelningen ägde rum mellan den 8 februari och 16 mars 1957 i Stockholm med Olle Kinch som producent. Manusförfattare var Börje Larsson och Linda Larsson efter pjäsen På tre man hand av Jens Locher. Filmen premiärvisades på biografen Royal i Stockholm.

## Rollista
- Sven Lindberg – Johannes Nord, vetenskapsman
- Yvonne Lombard – Kate
- Birger Malmsten – Peter Kallander, affärsman
- Ann-Marie Gyllenspetz – Elisabeth Kallander, Peters första fru
- Erland Josephson – Erik, läkare
- Sif Ruud – fröken Strid, barnsköterska
- Barbro Hiort af Ornäs – sekreterare
- Gösta Cederlund – Fredriksson, direktör
- Gunnar Olsson – professor
- Sven-Axel "Akke" Carlsson	– hisspojke
- Stig Johanson – vaktmästare
- Ivar Ahlstedt – konstnär
- Margareta Nordlund – dam i krockad bil
- Lena Due – dam på resebyrå
- Tom Dan-Bergman – polarklädd man
- Gunnar Nielsen – polarklädd man
- Rune Bernström – tullman
- Gösta Prüzelius – tullman
- John Carlsson	– Mr. Green
- Nils Bratt – gäst på ateljéfesten
- Vincent Jonasson – gäst på ateljéfesten
- Holger Kax – gäst på ateljéfesten
- Walter Larsson – gäst på ateljéfesten
- Ragnar Sörman – gäst på ateljéfesten
- Yngve Bertilsson – journalist
- Gösta Brodén – journalist
- Gunnel Masreliez – journalist
- Sven Nilson – journalist
- Gunnar Schyman – journalist
- Otto Carlsson – man på Grand Hôtel
- Bengt Plombon	– man på Grand Hôtel
- Ivan Svensson – man på Grand Hôtel

### Fotnoter
1. 1 2  ”Som man bäddar...”. Svensk Filmdatabas. http://sfi.se/sv/svensk-filmdatabas/Item/?itemid=4530&type=MOVIE&iv=Basic&ref=/templates/SwedishFilmSearchResult.aspx?id%3d1225%26epslanguage%3dsv%26searchword%3dsom+man+b%C3%A4ddar+...%26type%3dMovieTitle%26match%3dBegin%26page%3d1%26prom%3dFalse. Läst 11 april 2013.